# Waimarama
Waimarama (Māori pour la lune au-dessus de l’eau luisante) est une localité de bord de mer située dans le district de Hastings, dans la région de la Hawke's Bay, dans l'Île du Nord de la Nouvelle-Zélande.

## Situation
Juste en face de Waimarama : Motu-o-Kura ou Bare Island (en) est localisée juste en dehors de la côte et est un lieu populaire pour la pêche et la plongée sous-marine .
Cette ville de plage attire donc les personnes venant de toute la région, avec un restaurant, des bars et des magasins.

## Loisirs
Waimarama est une plage de surf réputée, connue pour ses vagues se brisant sur une plage de sable, avec une pointe rocheuse.
Elle offre des possibilités à main droite et à main gauche pour aborder les vagues et les conditions sont souvent acceptables pour les surfeurs de haut niveau.
La plage présente des courants de dérive forts et est surveillée par une patrouille des gardes-côtes les week-ends de novembre à mars .

## Population
Il y a environ 240 résidents permanents, avec aussi de nombreux cabanons (baches) occupés pour les vacances, dont certains sont devenus des maisons permanentes.
Le 28 avril 2011, des pluies intenses frappèrent le village, causant une inondation et des glissements de terrain.